# Doucy-en-Bauges
 Doucy-en-Bauges  es una población y comuna francesa, en la región de Ródano-Alpes, departamento de Saboya, en el distrito de Chambéry y cantón de Le Châtelard.

## Demografía
| 205 | 180 | 113 | 100 | 86 | 74 |
| Para los censos de 1962 a 1999 la población legal corresponde a la población sin duplicidades (Fuente: INSEE [Consultar]) |     |     |     |    |    |